# Bajus
Bajus é uma comuna francesa na região administrativa de Altos da França, no departamento de Pas-de-Calais. Estende-se por uma área de 2,94 km². Em 2010 a comuna tinha 368 habitantes (densidade: 125,2 hab./km²).